# Jordi Amat
Jordi Amat Maas (Canet de Mar, 21 maart 1992) is een Spaans profvoetballer die doorgaans als centrale verdediger speelt. Sinds het seizoen 2019/20 speelt hij voor het Belgische KAS Eupen.

## Clubcarrière
Amat kwam in 1999 bij de jeugdopleiding van RCD Espanyol. Hij doorliep de verschillende jeugdelftallen en speelde vanaf het seizoen 2009/10 in het tweede elftal. In 2010 debuteerde de verdediger in het eerste elftal van Espanyol. In 2012 vertrok Amat naar Rayo Vallecano.
Een jaar later tekende hij een vierjarig contract bij Swansea City. Daar speelde hij 52 Premier League-wedstrijden, alvorens in het seizoen 2017/18 uitgeleend te worden aan Real Betis.
Op het einde van het seizoen keerde hij in augustus definitief terug naar Spanje, zij het niet naar Betis maar naar zijn ex-club Rayo Vallecano. Amat werd er meteen basisspeler. De verdediger kon de degradatie uit La Liga echter niet verhinderen.
Voor het seizoen 2019/20 koos hij voor een uitleenbeurt aan de Belgische eersteklasser KAS Eupen, die hem erna finaal overnam.

## Clubstatistieken
| Seizoen                         | Club             | Land     | Competitie         | Competitie | Competitie | Beker | Beker | Internationaal | Internationaal | Totaal | Totaal |
| Seizoen                         | Club             | Land     | Competitie         | Wed.       | Dlp.       | Wed.  | Dlp.  | Wed.           | Dlp.           | Wed.   | Dlp.   |
| ------------------------------- | ---------------- | -------- | ------------------ | ---------- | ---------- | ----- | ----- | -------------- | -------------- | ------ | ------ |
| 2009/10                         | RCD Espanyol B   | Spanje   | Segunda División B | 15         | 0          | 0     | 0     | —              | —              | 15     | 0      |
| 2009/10                         | RCD Espanyol     | Spanje   | Primera División   | 6          | 0          | 0     | 0     | —              | —              | 6      | 0      |
| 2010/11                         | RCD Espanyol     | Spanje   | Primera División   | 25         | 0          | 2     | 0     | —              | —              | 27     | 0      |
| 2011/12                         | RCD Espanyol     | Spanje   | Primera División   | 9          | 0          | 4     | 0     | —              | —              | 13     | 0      |
| 2012/13                         | → Rayo Vallecano | Spanje   | Primera División   | 27         | 1          | 0     | 0     | —              | —              | 27     | 1      |
| 2013/14                         | Swansea City     | Engeland | Premier League     | 17         | 0          | 4     | 0     | 9              | 0              | 30     | 0      |
| 2014/15                         | Swansea City     | Engeland | Premier League     | 10         | 0          | 2     | 0     | —              | —              | 12     | 0      |
| 2015/16                         | Swansea City     | Engeland | Premier League     | 8          | 0          | 3     | 0     | —              | —              | 11     | 0      |
| 2016/17                         | Swansea City     | Engeland | Premier League     | 17         | 0          | 2     | 0     | —              | —              | 19     | 0      |
| 2017/18                         | → Real Betis     | Spanje   | Primera División   | 25         | 0          | 1     | 0     | —              | —              | 26     | 0      |
| 2018/19                         | Rayo Vallecano   | Spanje   | Primera División   | 31         | 0          | 0     | 0     | —              | —              | 31     | 0      |
| 2019/20                         | → KAS Eupen      | België   | Jupiler Pro League | 24         | 2          | 1     | 0     | —              | —              | 25     | 2      |
| 2020/21                         | KAS Eupen        | België   | Jupiler Pro League | 29         | 0          | 3     | 0     | —              | —              | 32     | 0      |
| 2021/22                         | KAS Eupen        | België   | Jupiler Pro League | 11         | 0          | 0     | 0     | —              | —              | 11     | 0      |
| Totaal                          | Totaal           | Totaal   | Totaal             | 254        | 3          | 22    | 0     | 9              | 0              | 285    | 3      |
| Bijgewerkt tem 23 oktober 2021. |                  |          |                    |            |            |       |       |                |                |        |        |

## Interlandcarrière
Amat behaalde in 2009 met het Spaans voetbalelftal tot zeventien jaar de derde plaats op het WK Onder-17. Hij werd in 2011 door bondscoach Johan Cruijff geselecteerd voor een wedstrijd van het Catalaans elftal tegen Tunesië.
1 Moser ·
2 Van Genechten ·
3 Davidson ·
4 Baiye ·
7 Nuhu ·
8 Peeters ·
9 Prevljak ·
10 Charles-Cook ·
11 N'Dri ·
13 S. Keita ·
14 Deom ·
15 Magnée ·
17 Bitumazala ·
18 A. Keita ·
20 Magee ·
23 Christie-Davis ·
24 Wakaso ·
28 Paeshuyse ·
29 Alloh ·
30 Gorenc ·
33 Nurudeen ·
35 Lambert ·
47 Offermann ·
77 Oger ·
99 Roufosse ·
Coach: Still